# Omissy
Omissy és un municipi francès del departament de l'Aisne, als Alts de França.
Forma part de la Communauté d'agglomération de Saint-Quentin

## Administració
L'alcalde, des de 2001, és en Jean-Michel Laurent.

## Demografia
- 1962: 362 habitants
- 1975: 614 habitants
- 1990: 754 habitants
- 1999: 745 habitants
- 2007: 828 habitants
- 2008: 814 habitants[1]

## Turisme
Omissy va ser premiada amb una flor al concurs de ciutats i pobles florits del 2007.